# Juan Alejandro Reid
Juan Alejandro Reid (nacido en Puerto Argentino/Stanley el 29 de abril de 1970) fue la primera persona de nacionalidad argentina efectiva nacida en las islas Malvinas desde la ocupación británica de 1833. Actualmente vive en las islas como empresario relacionado en la industria de la pesca.

## Biografía

### Nacimiento y familia
En 1970 por primera vez se inscribió en el Registro Nacional de las Personas de la Argentina a un nacido en las Islas Malvinas. Juan Alejandro Reid, es hijo de Reinaldo Ernesto Reid, un santacruceño que se casó con la malvinense Pamela Margarita McLeed, que tenía documentación argentina. Años después nacieron sus hermanas Raquel y las mellizas Ruth e Isabel Jayne, todas inscriptas en el Registro argentino. Hasta 1982 también hubo otros casos más de argentinos nacidos en las islas, entre ellos el hijo del comodoro argentino de LADE y, el último, Soledad Rende.
Su padre, hijo de un chileno y una inglesa y nacido en Río Gallegos, se había radicado hacía muchos años en Puerto Stanley.
Juan Carlos Moreno, abogado y docente argentino, representó a Reinaldo Ernesto Reid en la inscripción de su hijo ante el Registro Civil de Argentina en la Ciudad de Buenos Aires. Allí aparece inscripto en el folio 59, tomo 1° J, número 117. Hoy en día copias de su partida de nacimiento argentina y su primer documento nacional de identidad se conservan en el Museo Clarisse Coulombie de Ituzaingó, provincia de Buenos Aires.
Al momento de asentar la partida de nacimiento, la jefa del Departamento de Inscripciones señaló la especial modalidad del caso Reid:

1) Que el menor cuya inscripción se solicita nació en las Islas Malvinas, que son territorio argentino, no obstante la ocupación británica.
 2) Que dicha ocupación origina, de hecho, un impedimento para el ejercicio pleno de la jurisdicción argentina; que se traduce en la inexistencia de Oficina de Registro en el lugar y en la imposibilidad de labrar el nacimiento ante ella.

También justifica su intervención diciendo que «en resguardo de la integridad del territorio argentino y los derechos de sus ciudadanos; cuyos nacimientos en las Islas Malvinas quedarían al margen de toda posibilidad de inscripción».
Él mismo sabe que es definido como el primer argentino nacido en las islas, aunque se identifica como un isleño de Malvinas (en inglés Falkland Islander) y no como argentino.

### Después de 1982
Residió en la capital de las islas en su niñez y antes la guerra de las Malvinas, se fue a vivir al Gran Buenos Aires para estudiar en una escuela secundaria. En 1993 viajó de visita a las islas, convirtiéndose en la primera persona que se había ido a vivir a la Argentina continental que había vuelto al archipiélago. Más tarde se radicó en las islas de forma permanente y actualmente es dueño de una compañía que brinda servicios de logística en tierra a la flota pesquera del Atlántico Sur, anteriormente propiedad del político británico Dick Sawle. Su empresa también posee el mayor almacén frigorífico comercial en las islas y administra otras dos empresas pesqueras conjuntamente con socios españoles.